# Комсомольский (Киреевский район)
Комсомольский — посёлок в Киреевском районе Тульской области России.
В рамках административно-территориального устройства подчинён администрации города Липки Киреевского района, в рамках организации местного самоуправления входит в городское поселение город Липки.

## География
Расположен в 17 км к западу от города Киреевска и в 27 км к югу от центра города Тула.
В 2 км к юго-востоку находится город Липки Киреевского района.

## Население
| 2010 | 2014 | 2016 | 2017 | 2018 | 2019 | 2020 |
| ---- | ---- | ---- | ---- | ---- | ---- | ---- |
| 665  | ↘661 | ↘640 | ↗642 | ↘573 | ↘518 | ↘514 |
| 2021 |      |      |      |      |      |      |
| ↗538 |      |      |      |      |      |      |

Население — 538 чел. (2021). 

## История
Посёлок Комсомольский как отдельный населённый пункт образован в 2009 году путём выделения из части города Липки Киреевского района.